# Roseline Villaumé
Roseline Villaumé (aussi Roselyne Villaumé et Roseline Vuillaume), née le 9 février 1951 à Perrusson, est une actrice, présente dans les films et les pièces des années 1970 et des années 1980, qui s'installe ensuite en Languedoc-Roussillon et y poursuit un parcours d'actrice et metteur en scène.

## Biographie
Formée  au Conservatoire national supérieur d'art dramatique de Paris, elle obtient un prix de la SACD à sa sortie en 1973, même si elle s'est vue refuser, dans un premier temps, de participer au concours selon l'hebdomadaire Paris-Match, qui la qualifie de « drôle, émouvante et ne ressemblant à personne », par sexisme bien que « paraissant la plus douée », écrit Michel Cournot dans le quotidien Le Monde.
Elle enchaîne ensuite les sélections dans des distributions, et se produit sur les planches comme sur les écrans, dès ces années 1970, et souvent dans les premiers rôles. Elle travaille notamment au théâtre avec Philippe Adrien, Jean Meyer, Simone Benmussa, Jacques Spiesser, Gérard Caillaud, Pierre Franck, ou encore Jean-Claude Amyl. Au cinéma, elle figure dans des œuvres de Jacques Doillon,, Philippe Condroyer, Bernard Paul, Bertrand Tavernier, Jacques Fansten, Jean-Claude Brialy, etc.
Installée dans la Région Languedoc-Roussillon à partir de 1982, elle se spécialise dans la mise en jeu de textes littéraires dont : Malinche de Frédéric Jacques Temple, Le Non de Klara de Soazig Aaron, La Salamandre de Jean-Christophe Rufin, Sans sang d’Alessandro Baricco. Elle met en scène une pièce de Hanoch Levin, Yaacobi et Leidenthal, pour la Compagnie de la Mandoune. Elle participe aussi à la formation en milieu scolaire dans le cadre du CDN Théâtre des 13 vents et dans celui du Centre de Ressources Molière basé à Pézenas. Elle y interprète pendant plusieurs années le rôle de Grosse patate dans la pièce de Dominique Richard Le journal de Grosse patate. Elle dirige aussi durant vingt ans la compagnie amateur de Saint-Guilhem-le-Désert «Théâtre du bout du monde».
Elle passe sa vie aux côtés du comédien Patrick Hannais, de 1971 à 2022 (date de son décès).
À la retraite, elle consacre du temps à l'écriture de nouvelles et de récits courts.

## Théâtre
- 1972 : Le Mariage de Figaro de Beaumarchais, Comédie Française, mise-en-scène Jean Meyer
- 1972 : L'École des femmes de Molière, Cie G. Caillaud, mise-en-scène G. Caillaud
- 1973 : Viendra-t-il un autre été, Jeune Théâtre National, mise-en-scène Jacques Spiesser
- 1973 : Qu'est-ce qui frappe ici si tôt, Théâtre ouvert  Festival Avignon, mise-en-scène Philippe Adrien
- 1974 : Et à la fin était le bang, René de Obaldia, Théâtre de l'Atelier, mise-en-scène Pierre Franck
- 1974 : Les Chroniques martiennes de Louis Pauwels, Théâtre Poétique National, mise-en-scène J. Claude Amyl
- 1975 : La Poudre aux yeux de Eugène Labiche, Théâtre des célestins, Lyon, mise-en-scène Jean Meyer
- 1975 : On ne badine pas avec l'amour d'Alfred de Musset, Théâtre des célestins Lyon, mise-en-scène Jean Meyer
- 1976 : Poil de carotte de Jules Renard, Galas Karsenty, mise-en-scène Jean Meyer
- 1977 : Les Femmes savantes de Molière, Théâtre actuel, mise-en-scène Y. Fabrice Lebeau
- 1978 : La Vie singulière d'Albert Nobs de Georges Moore, Cie Renaud-Barrault, mise-en-scène Simone Benmussa
- 1978 : Le Journal d'Anne Franck, TPO, mise-en-scène Jean Durozier
- 1979 : Monsieur de Pourceaugnac, TPO, mise-en-scène Jean Durozier
- 1980 : Le Drame du Fukuriu Maru de Gabriel Cousin, festival de Carcassonne, TPO, mise-en-scène Jean Durozier
- 1981 : L'Histoire du soldat de Charles Ferdinand RamuzRamuz, TPO, mise-en-scène Patrick Hannais Roseline Villaumé
- 1981 : Le Docteur Ox de Jules Verne, add. Patrick Hannais, TPO, mise-en-scène Jean Durozier
- 1982 : Les Petites Journées d'après Jacques Lacarrière, mise-en-scène Patrick Hannais, Hérault
- 1984 : Théâtre sacré des Cévennes, add Yves Gourmelon, Théâtre au présent, mise-en-scène Yves Gourmelon
- 1986 : La Maison de Bernarda Alba de Federico García Lorca, Les tréteaux du reflet, mise-en-scène Charlotte Pichon
- 1988 : Les Actrices de bonne foi d'après Marivaux-Rohmer, Cie Acteurs-Sud, mise-en-scène M. Touraille
- 1990 : Médée de Euripide, mise-en-scène Yves Gay, Pézenas
- 1990 : Le Chrispougne de D. Thibon, Cie Acteurs -Sud, mise-en-scène C.Caunan
- 1992 : Cet animal étrange de Gabriel Arout, mise-en-scène Philippe Goudard
- 1994 : Molière d'après Boulgakov, Ville de Pézenas, mise-en-scène Philippe Goudard
- 1995 : Quartett de Heiner Müller, Crater, mise-en-scène A.d.Baecque
- 1997 : Malinche d'après Frédéric Jacques Temple, Librairie Molière, Cie Acteurs-Sud, mise-en-scène C. Caunant
- 1998 : Un petit moment avec La Fontaine, Cie Acteurs-Sud, mise-en-scène A. Garcia
- 2000 : Bouvard et Pécuchet d'après Gustave Flaubert, add A. de Baecque, Cie Pont du diable, mise-en-scène A. de Baecque
- 2002 : La Langue d'Olivier Rollin, lectures vagabondes, Cie du Clapas, mise-en-scène Tom Torel et Roseline Villaumé
- 2003 : Yacoobi et Leidenthal de Hanoch Levin, Cie la Mandoune, mise-en-scène Roseline Villaumé
- 2004 : Le Chant de la fontaine, Cie de La Mandoune, mise-en-scène Roseline Villaumé
- 2005 : Le Non de Klara d'après Soazig Aaron, Cie Pont du diable, mise-en-scène Roseline Villaumé
- 2008 : La Salamandre d'après Jean Chritophe Rufin, Cie Pont du diable, mise-en-scène  Roseline Villaumé et Sonia Onkelinx
- 2009 : Le Journal de Grosse Patate de Dominique Richard, C. R. Molière, mise-en-scène Roseline Villaumé et P. Pagès
- 2012 : Sans sang d'après Alessandro Baricco, C.C.Lodévois-Larzac, mise-en-scène N. Hérédia

## Filmographie

### Cinéma
- 1973 : Un amour de pluie de Jean-Claude Brialy : Claudine
- 1973 : La Coupe à dix francs de Philippe Condroyer : Léone[6]
- 1974 : Les Doigts dans la tête de Jacques Doillon : Rosette[4],[5]
- 1976 : Dernière Sortie avant Roissy de Bernard Paul : Solange[9]
- 1978 : Le Chemin des dames de Pierre David : sœur ainée
- 1987 : La Passion Béatrice de Bertrand Tavernier : Marie
- 1992 : Roulez jeunesse ! de Jacques Fansten : la mère de Manu
- 1995 : Un Hussard sur le toit de Jean-Paul Rappeneau : une femme

### Télévision
- 1973 : L’Espion dormant, téléfilm de Agnès Delarive : Alicia
- 1975 : Commissaire Moulin - épisode#1.3 : La peur des autres d’Alain Dhénaut : Juliette Fleury
- 1978 : Madame le juge - épisode#1.6 : Autopsie d’un témoignage de Philippe Condroyer : Lucile
- 1978-1981 : Cinéma 16 (série TV) 2 épisodes :
  - épisode de 1978 : Le Rabat-joie de Jean Larriaga : Irène Dupon
  - épisode de 1981 : Un paquebot dans la tête de Philippe Condroyer : Rosine
- 1988 : L'Or du diable de Jean-Louis Fournier (série TV) : Femme
- 1984 : Bleu-Noir de Jacques Cornet : La bibliothécaire
- 1985 : L’Amour en douce de R. Forissier : Femme Psy
- 1987 : Bibliothèque verte  (série TV) : Les Six compagnons et la Croix Rousse: La mère de Mady
- 1992 : L'Instit - épisode : Entre chiens et Loups de François Luciani : Yvonne Bonnaffé
- 2015 : Candice Renoir - épisode#4.5 Loin des Yeux, Loin du Cœur de Fabienne Facco, Mark Kressmann[10] : Colette Laval
- 2021 : Plus belle la vie (saison 17) : Madame Boulard

### Publications
- L'Ange du Transsibérien, éditions Jérôme Do Bentzinger, 2017 (nouvelles)
- Complaintes du point noué, éditions Domens et Livres EMCC, 2019 (roman)
- L'étoile du soldat, éditions Pottok, 2022 (roman)